# Frogger Beyond
Frogger Beyond (フロッガー, Frogger) est un jeu vidéo de plates-formes développé par Konami Computer Entertainment Hawaii et édité par Konami, sorti en 2002 sur Windows, GameCube, PlayStation 2 et Xbox.

## Accueil
- Jeux Vidéo Magazine : 13/20[1]